# Fasanerieallee (Berlin)
Koordinaten: 52° 30′ 44,7″ N, 13° 20′ 51,5″ O

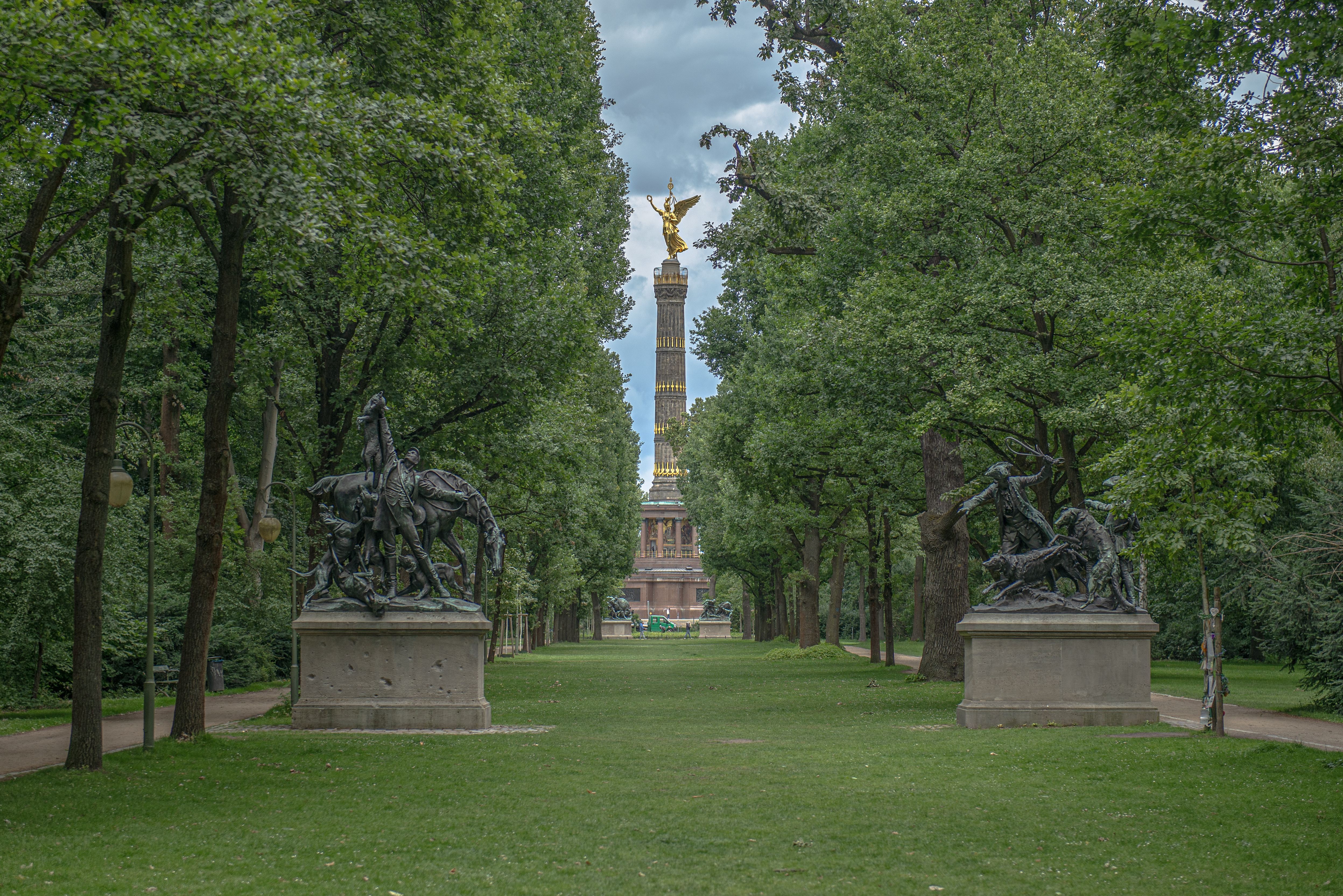
Blick auf die Allee

Die Fasanerieallee ist eine Allee im Großen Tiergarten in Berlin. Bekannt ist sie vor allem durch zahlreiche Skulpturen aus der wilhelminischen Zeit. Die Fasanerieallee führt vom Großen Stern in südwestliche Richtung und mündet in die Lichtensteinallee mit dem angrenzenden Botschafterviertel an der Thomas-Dehler-Straße. 

## Geschichte
Der frühere Verlauf mündete in die Lichtensteinallee, die damals genau so breit war die Fasanerieallee und endete bei der Lichtensteinbrücke. Heute ist die Lichtensteinallee verkleinert und auf normale Straßenbreite geschrumpft. Die Fasanerieallee war bis nach Ende des Zweiten Weltkriegs eine befahrbare Allee gewesen und wurde im Zuge der Neugestaltung des Tiergarten, wie auch viele andere Alleen wie der Bellevueallee, in eine Fußgängerpromenade umgestaltet. In unmittelbarer Nähe liegt Berlins letzte erhaltene Hängebrücke, die Löwenbrücke.
Die Allee wurde von 1986 bis 1987 im Zuge der 750-Jahr-Feier Berlins zusammen mit der Großen Sternallee renoviert.

## Liste der Skulpturen
Alle Skulpturen wurde 1904 im Zuge des Baus des Hubertusbrunnen am Großen Stern angefertigt. 1938 wurde die Siegessäule vom Königsplatz an den Großen Stern versetzt und der Brunnen zerstört. Die Figuren wurden daraufhin im Großen Tiergarten verteilt.
| Name                                                 | Bildhauer         | Bild |
| ---------------------------------------------------- | ----------------- | ---- |
| Eberjagd der Renaissancezeit (um 1500)               | Karl Begas        |      |
| Fuchsjagd zur Kaiserzeit (Zeitgenössische Fuchsjagd) | Wilhelm Haverkamp |      |
| Hasenhatz zur Rokokozeit                             | Max Baumbach      |      |
| Altgermanische Wisentjagd                            | Fritz Schaper     |      |